# Lehmanotus
Lehmanotus is een geslacht van uitgestorven straalvinnige beenvissen dat leefde tijdens het Vroeg-Trias in wat nu Madagaskar is. Het behoort tot de Parasemionotidae samen met Albertonia, Candelarialepis, Jacobulus, Parasemionotus, Qingshania, Stensionotus, Suius, Thomasinotus en Watsonulus.
In 1968 werd de typesoort Lehmanotus markubai benoemd door Laurence Beltan. De geslachtsnaam eert Jean-Pierre Lehman en verbindt diens naam met een Grieks ichthys, 'vis'. De soortaanduiding is de vindplaats Markubai.
Het holotype is I.P. 242, een platgedrukte schedel gevonden in een laag uit het Olenekien die ongeveer 250 miljoen jaar oud is.
Wandbeenderen en voorhoofdsbeenderen zijn vergroeid.